# Canton de Châteaubriant
Le canton de Châteaubriant est une circonscription électorale française, située dans le département de la Loire-Atlantique (région Pays de la Loire).
À la suite du redécoupage cantonal de 2014, les limites territoriales du canton sont remaniées. Le nombre de communes du canton passe de 4 à 19.

## Histoire
- De 1833 à 1848, les cantons de Châteaubriant et de Rougé avaient le même conseiller général. Le nombre de conseillers généraux était limité à 30 par département[5].

- Par décret du 25 février 2014, le nombre de cantons du département est divisé par deux, avec mise en application aux élections départementales de mars 2015. Les cantons de Châteaubriant, Rougé, Moisdon-la-Rivière, Saint-Julien-de-Vouvantes fusionnent pour former le (nouveau) canton de Châteaubriant, riche de 19 communes[4].

## Représentation

### Conseillers d'arrondissement (de 1833 à 1940)
Le canton de Châteaubriant avait deux conseillers d'arrondissement.
| Période                                  | Période      | Identité                                       | Étiquette                   | Qualité |
| ---------------------------------------- | ------------ | ---------------------------------------------- | --------------------------- | --- |
| 1833                                     | 1848         | M. Bivaud                                      |                             | Avoué à Châteaubriant, juge au Tribunal de première instance                                                |
| 1833                                     | 1839         | Armand de Lourmel de La Picardière (1793-1855) |                             | Juge de paix à Châteaubriant Nommé Procureur du Roi près le Tribunal civil de Redon en 1844                 |
|                                          |              |                                                |                             | |
| 27 décembre 1885                         | 1896 (décès) | Victor Dupré (?-1896)                          | Républicain                 | Conseiller municipal de Châteaubriant                                                                       |
|                                          |              |                                                |                             | |
| 1904                                     | 1910         | Maurice Terrien                                | Républicain antiministériel | Négociant à Châteaubriant                                                                                   |
| 1910                                     | 1925         | Frédéric Lecoconnier                           | Libéral                     | Avocat à Châteaubriant                                                                                      |
| 1925                                     | 1940         | Jules Bauffy                                   | RG                          | Boulanger à Châteaubriant                                                                                   |
| 1940                                     |              |                                                |                             | Les conseils d'arrondissement ont été suspendus par la loi du 12 octobre 1940 et n'ont jamais été réactivés |
| Les données manquantes sont à compléter. |              |                                                |                             | |

### Conseillers généraux de 1833 à 2015
| Période | Période      | Identité                                  | Étiquette                                | Qualité                                                                                                  |
| ------- | ------------ | ----------------------------------------- | ---------------------------------------- | --- |
| 1833    | 1839         | Félix André Le Breton (1790-1882)         |                                          | Ancien Procureur Maire de Châteaubriant                                                                  |
| 1839    | 1852         | Jules Luette de La Pilorgerie (1803-1881) |                                          | Avocat Maire de Châteaubriant                                                                            |
| 1852    | 1871         | Lucien de Lourmel de La Picardière        |                                          | Médecin en chef de l'hospice, maire de Châteaubriant                                                     |
| 1871    | 1875 (décès) | Hippolyte Béchu de Moulinroul (1805-1875) |                                          | Maire de Châteaubriant                                                                                   |
| 1875    | 1895         | Edouard Couchot                           | Républicain                              | Banquier à Châteaubriant                                                                                 |
| 1895    | 1925         | Marquis Xavier Fournier de Bellevüe       | Conservateur                             | Propriétaire du château du Moulin Roul à Soudan                                                          |
| 1925    | 1937         | Ernest Bréant                             | RG-Rad.                                  | Mercier-épicier Maire de Châteaubriant (1919-1941) Député (1928-1936) Sous-secrétaire d'Etat (1930-1931) |
| 1937    | 1940         | André Bernou (1889-1982)                  | Rad.                                     | Médecin pneumologue à Châteaubriant                                                                      |
|         |              |                                           |                                          | |
| 1943    | 1945         | Maurice Noël                              |                                          | Avoué Maire de Châteaubriant (1941-1944) Nommé conseiller départemental en 1943                          |
|         |              |                                           |                                          | |
| 1945    | 1964         | Michel de Pontbriand                      | apparenté UDSR puis RS puis RPF puis UNR | Propriétaire exploitant Maire d'Erbray Sénateur (1948-1959)                                              |
| 1964    | 1988         | Xavier Hunault                            | DVD puis UDF                             | Huissier Député (1962-1993) Maire de Châteaubriant (1959-1989)                                           |
| 1988    | 1994         | Martine Buron                             | PS                                       | Architecte urbaniste Maire de Châteaubriant (1989-2001) Député Européenne (1988-1994)                    |
| 1994    | 2008         | Jean Seroux                               | UDF                                      | Horloger Conseiller municipal de Châteaubriant                                                           |
| 2008    | 2015         | Bernard Douaud                            | DVD                                      | Salarié concession matériel agricole Maire de Soudan depuis 2001                                         |

### Conseillers départementaux à partir de 2015
| Période élective | Période élective | Mandat | Mandat   | Identité          | Nuance | Nuance | Qualité                                                                      |
| ---------------- | ---------------- | ------ | -------- | ----------------- | ------ | ------ | ---------------------------------------------------------------------------- |
| 2015             | 2021             | 2015   | 2021     | Catherine Ciron   |        | LR     | Professeure agrégée Adjointe au maire de Châteaubriant                       |
| 2015             | 2021             | 2015   | 2021     | Bernard Douaud    |        | DVD    | Salarié concession matériel agricole en retraite Maire de Soudan (2001-2020) |
| 2021             | 2028             | 2021   | en cours | Catherine Ciron   |        | LR     | Conseillère sortante                                                         |
| 2021             | 2028             | 2021   | en cours | Philippe Dugravot |        | DVD    | Retraité Maire de Villepot (depuis 2020)                                     |

### Résultats détaillés

#### Élections de mars 2015
À l'issue du 1er tour des élections départementales de 2015, deux binômes sont en ballottage : Catherine Ciron et Bernard Douaud (Union de la Droite, 47,94 %) et Quiterie De Coniac et Jean-Michel Duclos (DVG, 28,65 %). Le taux de participation est de 53,17 % (12 981 votants sur 24 413 inscrits) contre 50,7 % au niveau départemental et 50,17 % au niveau national.
Au second tour, Catherine Ciron et Bernard Douaud (Union de la Droite) sont élus avec 63,79 % des suffrages exprimés et un taux de participation de 49,85 % (6 992 voix pour 12 171 votants et 24 413 inscrits).

#### Élections de juin 2021
Le premier tour des élections départementales de 2021 est marqué par un très faible taux de participation (33,26 % au niveau national). Dans le canton de Châteaubriant, ce taux de participation est de 30,63 % (7 574 votants sur 24 727 inscrits) contre 31,09 % au niveau départemental. À l'issue de ce premier tour, deux binômes sont en ballottage : Catherine Ciron et Philippe Dugravot (Union à droite, 47,64 %) et Bernard Gaudin et Françoise Guinchard (DVG, 25,71 %).
Le second tour des élections est marqué une nouvelle fois par une abstention massive équivalente au premier tour. Les taux de participation sont de 34,36 % au niveau national, 32,4 % dans le département et 30,22 % dans le canton de Châteaubriant. Catherine Ciron et Philippe Dugravot (Union à droite) sont élus avec 66,45 % des suffrages exprimés (4 659 voix pour 7 473 votants et 24 732 inscrits),,.

## Composition

### Composition avant 2015

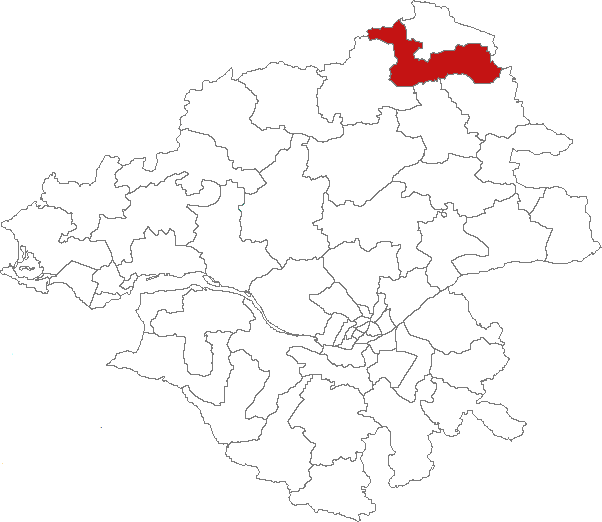
Situation du canton de Châteaubriant dans le département de la Loire-Atlantique avant 2015.

Le canton regroupait quatre communes.
| Nom                       | Code Insee | Codepostal | Superficie (km2) | Population (dernière pop. légale) | Densité (hab./km2) |
| ------------------------- | ---------- | ---------- | ---------------- | --------------------------------- | ------------------ |
| Châteaubriant (chef-lieu) | 44036      | 44110      | 33,62            | 11 905 (2012)                     | 354                |
| Ruffigné                  | 44148      | 44660      | 33,63            | 712 (2012)                        | 21                 |
| Saint-Aubin-des-Châteaux  | 44153      | 44110      | 47,56            | 1 649 (2012)                      | 35                 |
| Soudan                    | 44199      | 44110      | 53,82            | 1 991 (2012)                      | 37                 |

### Composition depuis 2015
Le canton de Châteaubriant compte dix-neuf communes entières.
| Nom                                   | Code Insee | Intercommunalité        | Superficie (km2) | Population (dernière pop. légale) | Densité (hab./km2) | Modifier                                    |
| ------------------------------------- | ---------- | ----------------------- | ---------------- | --------------------------------- | ------------------ | ------------------------------------------- |
| Châteaubriant (bureau centralisateur) | 44036      | CC Châteaubriant-Derval | 33,62            | 12 231 (2022)                     | 364                | modifier les données · modifier les données |
| La Chapelle-Glain                     | 44031      | CC Châteaubriant-Derval | 34,50            | 811 (2022)                        | 24                 | modifier les données · modifier les données |
| Erbray                                | 44054      | CC Châteaubriant-Derval | 58,18            | 3 062 (2022)                      | 53                 | modifier les données · modifier les données |
| Fercé                                 | 44058      | CC Châteaubriant-Derval | 22,04            | 502 (2022)                        | 23                 | modifier les données · modifier les données |
| Grand-Auverné                         | 44065      | CC Châteaubriant-Derval | 34,40            | 770 (2022)                        | 22                 | modifier les données · modifier les données |
| Issé                                  | 44075      | CC Châteaubriant-Derval | 38,66            | 1 825 (2022)                      | 47                 | modifier les données · modifier les données |
| Juigné-des-Moutiers                   | 44078      | CC Châteaubriant-Derval | 24,65            | 327 (2022)                        | 13                 | modifier les données · modifier les données |
| Louisfert                             | 44085      | CC Châteaubriant-Derval | 18,16            | 949 (2022)                        | 52                 | modifier les données · modifier les données |
| La Meilleraye-de-Bretagne             | 44095      | CC Châteaubriant-Derval | 27,63            | 1 587 (2022)                      | 57                 | modifier les données · modifier les données |
| Moisdon-la-Rivière                    | 44099      | CC Châteaubriant-Derval | 50,43            | 1 964 (2022)                      | 39                 | modifier les données · modifier les données |
| Noyal-sur-Brutz                       | 44112      | CC Châteaubriant-Derval | 7,71             | 579 (2022)                        | 75                 | modifier les données · modifier les données |
| Petit-Auverné                         | 44121      | CC Châteaubriant-Derval | 22,53            | 437 (2022)                        | 19                 | modifier les données · modifier les données |
| Rougé                                 | 44146      | CC Châteaubriant-Derval | 56,32            | 2 152 (2022)                      | 38                 | modifier les données · modifier les données |
| Ruffigné                              | 44148      | CC Châteaubriant-Derval | 33,63            | 705 (2022)                        | 21                 | modifier les données · modifier les données |
| Saint-Aubin-des-Châteaux              | 44153      | CC Châteaubriant-Derval | 47,56            | 1 749 (2022)                      | 37                 | modifier les données · modifier les données |
| Saint-Julien-de-Vouvantes             | 44170      | CC Châteaubriant-Derval | 25,60            | 963 (2022)                        | 38                 | modifier les données · modifier les données |
| Soudan                                | 44199      | CC Châteaubriant-Derval | 53,82            | 1 965 (2022)                      | 37                 | modifier les données · modifier les données |
| Soulvache                             | 44200      | CC Châteaubriant-Derval | 11,27            | 339 (2022)                        | 30                 | modifier les données · modifier les données |
| Villepot                              | 44218      | CC Châteaubriant-Derval | 20,59            | 687 (2022)                        | 33                 | modifier les données · modifier les données |
| Canton de Châteaubriant               | 4406       |                         | 621,30           | 33 604 (2022)                     | 54                 | modifier les données                        |

## Démographie

### Démographie avant 2015
| 1962   | 1968   | 1975   | 1982   | 1990   | 1999   | 2006   | 2007   | 2008   |
| ------ | ------ | ------ | ------ | ------ | ------ | ------ | ------ | ------ |
| 15 017 | 16 012 | 17 186 | 18 071 | 16 825 | 15 987 | 16 542 | 16 705 | 16 546 |

| 2009   | 2010   | 2011   | 2012   | - | - | - | - | - |
| ------ | ------ | ------ | ------ | - | - | - | - | - |
| 16 393 | 16 369 | 16 342 | 16 257 | - | - | - | - | - |

### Démographie depuis 2015
En 2022, le canton comptait 33 604 habitants, en évolution de +0,81 % par rapport à 2016 (Loire-Atlantique : +6,68 %, France hors Mayotte : +2,11 %).
| 2013   | 2018   | 2022   |
| ------ | ------ | ------ |
| 33 112 | 33 462 | 33 604 |